# 가톨릭 군주

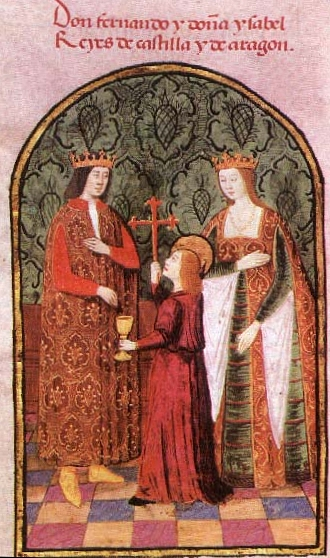
왼편이 페르디난드, 오른편이 이사벨라 여왕이다. 위에 새겨진 글씨는 "페르디난드와 이사벨라, 카스티야아라곤왕국의 군주"임을 드러내고 있다.

가톨릭 군주(스페인어: los Reyes Católicos)는 카스티야 왕국의 이사벨 1세와 아라곤 왕국의 페르난도 2세 시대를 칭하는 집합명사이다. 둘 다 트라스타마라 왕가의 출신으로 6촌 관계이며 카스티야의 후안 1세의 후손들이다. 두 사람은 교황의 허락을 받아 혈족 관계를 무시하고 혼인하게 되었다. 가톨릭 군주라는 칭호는 교황 알렉산데르 6세가 1496년 기독교 교리를 그들의 통치 체제에 반영하여 이행할 수 있도록 하라는 취지에서 부여한 것이다. 1469년 바야돌리드에서 10월 19일날 결혼식을 올렸으며 당시 이사벨은 18세, 페르난도는 17세였다. 결혼을 통해 두 왕가는 한 가족으로 통합되기에 이르렀다. 그러나 역사가 존 엘리어트 등 일부 역사가들은 두 왕가의 결합으로 스페인이 통일된 것은 시일이 많이 흘러 규정된 것일 뿐 실상 두 왕정이 혼재했다고 주장한다. 실제로 카스티야 왕국과 아라곤 왕국은 수십년이 지나도록 독립체를 유지하고 있었다. 때문에 지역의 봉건 영주를 포섭하기 위해서 두 사람의 궁정도 자주 바뀌었다.

## 후계
이사벨라는 카스티야 왕국의 후계자로서 이복 오빠였던 카스티야의 엔리케 4세가 후계자로 지명했다. 후에 1474년 왕위에 올랐으며 당시 그녀의 조카딸 후아나 라 벨트라네하는 포르투갈의 아폰소 5세를 부추겨 반목을 꾀해 카스티야 왕위 계승 전쟁(War of the Castilian Succession) 이 촉발된다. 이사벨은 아라곤 왕국의 지지 세력도 확보하고 있었으므로 1479년 승리 후 알사보카스 조약을 통해 왕위로 올라 선다. 페르난도도 1479년 아라곤 왕국의 왕이 되어 두 왕국은 결혼을 통해 근대 스페인의 출발점이 된다. 두 사람은 독립적으로 왕국을 통치했으며 법령과 정부도 몇 세기 동안은 분리되어 있었다.

## 국내 정책

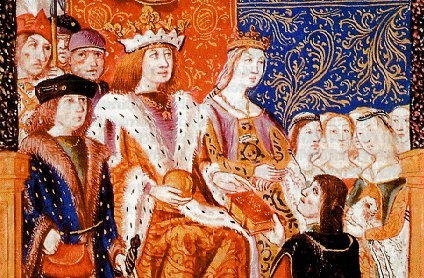
신하들과 함께 있는 두 사람

가톨릭 군주는 스페인 왕실의 권위를 회복하고자 총력을 기울였다. 이를 위해 Hermandad(신성한 형제들)이라는 단체를 조직했다. 이들은 카스티야 왕국의 경찰력이자 카스티야 귀족을 감시하는 역할을 수행했다. 사법 제도를 공고히 하기 위해서 가톨릭 군주 세력은 각 지방을 다스릴 재판관을 임명하였고 이는 강력한 왕권 기반 사회를 유럽에서 이뤄내는 데 중요한 계기가 된다. 이를 카스티야의 강화라고 칭한다. 또한 이사벨 여왕은 스페인의 의회가 갖고 있던 권위를 축소시키기 위한 방법을 강구했다. 그러나 페르난도는 카탈루냐인으로서 아라곤 왕국에 존재했던 관련 체계에 대해서는 손쓸 방법이 없었다. 때문에 그가 죽고 왕정이 완전히 통합된 뒤에도 카탈루냐, 아라곤, 발렌시아 지역의 의회는 강한 세력을 떨치게 된다. 중세 계약주의의 형태는 전근대식의 통치법을 나타내기도 했으며 충성 서약을 받기 위해 스스로 군주가 지방을 돌아다녔다는 것을 통해 알 수 있다. 이는 중앙집권을 꾀하기 이전에 미리 돌아다니며 충성을 다짐 받았음을 가리킨다. 또 다른 예로 각 지방은 왕에 충성심으로 연결되어 있었고 관료주의적인 형태를 띠진 않았다.
페르난도와 이사벨은 스페인 근대의 초석을 깐 것으로 유명하다. 군주의 목표는 레콘키스타를 완성하여 이베리아반도를 통합하는 것이었다. 그라나다 왕국은 이슬람 세력의 마지막 보루로 이에 대한 정복을 꾀하는 데 가장 오랜 시간이 걸렸다. 공격은 2 명의 안달루시아 귀족 로드리고 폰세 데 레온과 디에고 데 메르로스가 감행했다. 1482년 안달루시아 세력으로 넘어갔으며 그라나다 전쟁은 교황청의 도움도 있었다. 10년 동안의 긴 싸움 끝에 이슬람 군주 보압딜은 알람브라 궁전에서 카스티야 군부에 항복하면서 끝이 난다.

## 비기독교인 추방과 스페인 이단 심판
페르난도와 이사벨은 스페인에서 무어인과 유대인을 모두 추방할 것을 명령했다. 가톨릭으로 개종하는 것이 박해를 피할 수 있는 방법이었으며 1480년에서 1492년 사이 수백명의 사람들이 개종한 척하면서 자신의 종교를 몰래 숭상했다는 이유로 체포되고 감금되어 고통 받았다. 두 왕국 모두에서 이렇게 발각된 사람들의 대다수는 사형당했다.
스페인의 이단 심판은 12세기 교황 루치오 3세가 현재에는 프랑스 남부지역에 해당하는 지방의 이단을 척결하려 하면서 시작됐다. 가톨릭 군주는 카스티야 왕국에도 이를 적용하기로 했고 교황의 허가를 요구했다. 1478년 11월 1일 카스티야 왕국에서 먼저 시행되었다가 나중에는 전 영토로 확대되었고 교황은 군주에게 모든 심판을 할 수 있는 권한을 부여했다.
가톨릭 군주의 시기와 이단 심판 기간 동안은 유대교와 이단, 개신교, 신성모독, 중혼에 대한 박해가 계속되었고 유대교에 대한 최후 심판은 1818년이었다.
1492년 종교에 따른 행정 구역의 분리를 명령하였고 이는 현재 알려진 게토의 개념이 된다. 당시 흔했던 분리주의의 개념은 경제적으로도 퍼져서 유대인과 비기독교도들에게는 무차별적으로 높은 세금과 사회적 제약이 따랐다. 마침내 알람브라 칙령이 발효되면서 1492년 유대인들은 몇 개월 간의 선고를 받는다. 개종을 하든지 아니면 스페인을 떠나는 것이었다. 수 천명의 유대인이 스페인을 떠나 포르투갈, 북아프리카, 이탈리아, 오스만 제국 등으로 이주했다. 1492년 페르디난드 왕은 두 왕국을 떠난 유대인들 중 가톨릭 교도가 됐을 경우에는 다시 본국으로 돌아와도 좋다는 문서를 발행했다.

## 야욕

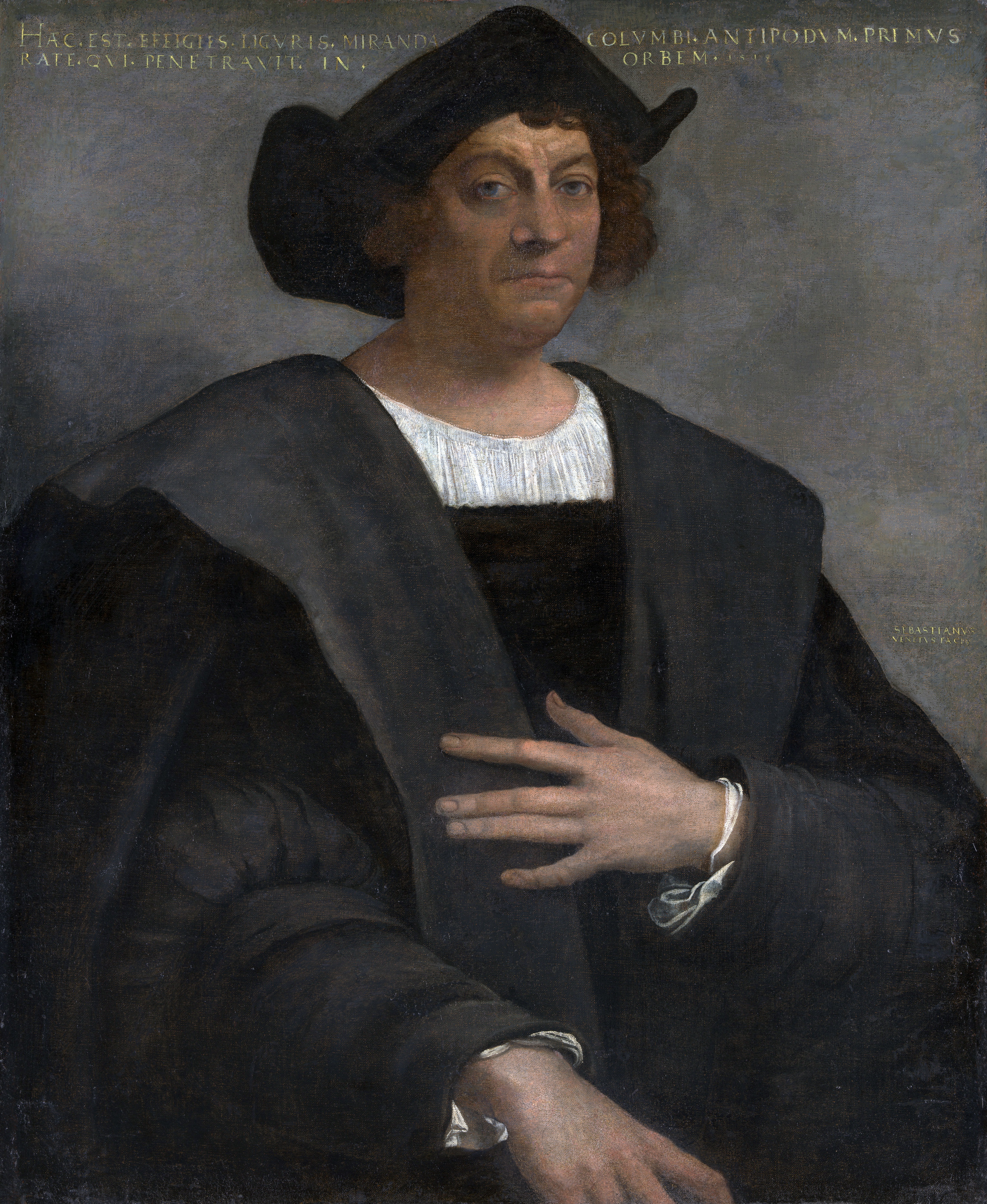
크리스토퍼 콜럼버스

두 사람은 크리스토퍼 콜럼버스에게 항해를 명령하였고 그에게 대양제독(Admiral of the Ocean Sea)이라는 이름을 지어준다. 그를 통해 유럽은 신대륙을 인지하게 되었고 인도로 생각하고 출발했던 그의 첫 항해는 1492년 10월 12일 바하마에 도착한다. 그는 당시 구아나아니 섬에 착륙했고 이를 산살바도르라고 불렀다. 계속하여 쿠바에 도착한 일행은 후아나라고 명명했고 산토 도밍고를 라 에스파뇰라라고 부르기 시작했다. 1493년 푸에르토리코를 포함한 카리브해 군도들을 발견하였다. 콜럼버스의 근본적인 목표는 2차 항해 때 데리고 간 1500명의 남자들을 통하여 모든 지역을 식민지화하는 것이었다. 콜럼버스는 1498년 마지막 항해를 끝냈고 현재 베네수엘라 해안 근처에 있는 트리니바드 지역을 발견했다. 콜럼버스가 발견한 아메리카 대륙의 수많은 식민지를 통해 스페인에는 엄청난 부가 유입되었으며 1588년까지 유럽의 헤게모니를 스페인이 누릴 수 있는 전기를 마련하여 황금의 시대를 누린다.

## 자손과 동맹
이사벨은 스페인에 오랜 동안 정치적 안정기를 이끌었으며 혼인 동맹을 통해 그 세력을 공고히 다질 수 있었다. 그녀의 다섯 자녀 모두 정치적 안정을 꾀하는 데 도움이 된다. 그녀의 장녀였던 아스투리아스의 이사벨라는 포르투갈의 아폰소 왕자와 결혼하여 두 왕가가 이베리아반도 내에서 평화를 유지할 수 있도록 하는 데 의미를 부여했다. 둘째딸이었던 후아나는 막시밀리안 1세의 아들인 카스티야의 펠리페 1세와 결혼하였다. 이는 신성 로마 제국과의 연맹을 공고히 하여 스페인이 영토를 확장하고 그 정치적 역할을 분명히 하는 데 도움이 됐다. 이사벨라 여왕의 유일한 아들이었던 아스투리아스의 왕자 후안은 오스트리아의 마가렛 공주와 결혼하여 합스부르크 왕가와의 결속을 다지는 계기를 만든다. 스페인은 합스부르크 왕가에 많이 의존하고 있었으므로 이는 절대적으로 필요했다. 그녀의 네번째 아이었던 아라곤의 마리아는 포르투갈의 마누엘 1세와 결혼하였고 막내 캐서린은 처음 아서 튜더와 결혼했다가 그가 죽은 후 헨리 8세와 결혼했다.

## 좌우명과 상징

가톨릭 군주 당시의 국장

두 사람의 좌우명은 "Tanto monta, monta tanto, Isabel como Fernando"였으며 안토니오 데 네브리하가 만들었으며 고르디우스의 매듭에 비유한 것으로 "하나이자 같으며, 잘려있으나 묶여있지 않은"이라는 설명(Tanto monta, monta tanto, cortar como desatar) 두 군주의 동등함 (Tanto monta, monta tanto, Isabel como Fernando, 하나이자 같다. 이사벨라와 페르디난드 둘 다)을 나타낸다는 말도 있다.
두 사람의 상징은 el yugo y las flechas였는데 이는 멍에를 나타내며 고르디우스의 매듭처럼 묶여졌음을 상징한다. 이와 더불어 화살의 묶음(막대기 다발 속에 도끼를 끼운 집정관의 권위 표지, fasces)을 나타낸다. Y와 F는 이사벨과 페르난도의 이니셜을 말한다. 이는 문맹인 소작농들이 왕실의 문양을 알아볼 수 있도록 하기 위함이어서 비슷한 예로 스테인드 글라스에도 쓰였다. 후에 이 표시는 파시즘을 상징하는 문양으로 쓰였으며 팔랑헤당 또한 가톨릭 군주 치세 동안의 이상과 영광을 주장한다는 의미로 이 표시를 사용했다.

## 같이 보기
- 이베리아 연합
- 포르투갈 독립 전쟁

## 참고 자료
- Country Studies
- Elliott, J.H., Imperial Spain, 1469-1716 (1963; Pelican 1970)
- Edwards, John. Ferdinand and Isabella: Profiles in Power.Pearson Education. New York, New York. 2005.ISBN 0-582-21816-0.
- Edwards, John. The Spain of the Catholic Monarchs. Blackwell Publishers. Massachusetts, 2000. ISBN 0-631-22143-3.
- Kamen, Henry. Spain: 1469-1714 A Society of Conflict.Longman. New York, New York. 1991. ISBN 0-582-06723-5.